# Daniel Guttenberger
Daniel Guttenberger (* 25. April 1997) ist ein österreichischer Poolbillardspieler.

## Karriere
Im Juli 2013 wurde Daniel Guttenberger durch einen 6:1-Finalsieg gegen den Polen Kamil Sząszor Schülereuropameister in der Disziplin 10-Ball. Bei der Juniorenweltmeisterschaft 2013 erreichte er das Viertelfinale und schied dort gegen den Schweizer Daniel Schneider aus. 2014 wurde er mit der österreichischen Juniorennationalmannschaft Vizeeuropameister.
Im Oktober 2014 gewann er seine ersten Medaillen bei der österreichischen Meisterschaft der Herren. In den Disziplinen 8-Ball, 9-Ball und 10-Ball kam er auf den dritten Platz. Im Oktober 2015 erreichte er das Halbfinale der Salzburg Open. Wenige Tage später wurde er bei der österreichischen Meisterschaft Dritter im 14/1 endlos. 2016 gewann er erneut die Bronzemedaille im 14/1 endlos.
Ab der Saison 2008/09 spielte Guttenberger mit der zweiten Mannschaft der Sportunion Zwettl in der fünftklassigen 3. Landesliga. 2011 stieg er mit ihr in die 2. Landesliga auf. Ab der Saison 2012/13 spielte er in der ersten Mannschaft, die in der Vorsaison in die Bundesliga aufgestiegen war. In der Saison 2015/16 wurde er mit dem Team österreichischer Meister und belegte dabei den vierten Platz in der Einzelwertung. Zur Saison 2016/17 wechselte er zum PBC Billardtempel Linz.

## Erfolge
- 10-Ball-Schülereuropameister: 2013
- Österreichischer Mannschaftsmeister: 2015/16

## Familie
Daniel Guttenbergers Vater Markus spielt ebenfalls Poolbillard. In der Saison 2012/13 spielten sie gemeinsam in der Bundesligamannschaft der Sportunion Zwettl.